# Schreckhorn
Schreckhorn – szczyt w Alpach Berneńskich, części Alp Zachodnich. Leży w Szwajcarii w kantonie Berno. Najbardziej stromy i najtrudniejszy do zdobycia szczyt Alp Berneńskich, położony ok. 10 km na południowy wschód od Grindelwaldu. Schreckhorn jest najbardziej wysuniętym na północ czterotysięcznikiem Alp. Szczyt można zdobyć ze schronisk: Schreckhornhütte (2530 m), Glecksteinhütte (2317 m) oraz Schreckhornhütte (2530 m). Schreckhorn znajduje się między lodowcami Oberer Grindelwaldgletscher i Unterer Grindelwaldgletscher.
Pierwszego wejścia dokonali Leslie Stephen, Christian Michel, Peter Michel i Ulrich Kaufmann 16 sierpnia 1861 r.